# Surintendant des Finances des États-Unis
Le surintendant des finances des États-Unis est une fonction exécutive pendant la période de la Confédération dont le pouvoir était similaire à celui d'un ministre des finances. La seule personne à avoir occupé ce poste est Robert Morris, qui l'a occupé de 1781 à 1784, avec l'aide de Gouverneur Morris.

## Contexte
Divers conseils et comités sont formés à partir du 3 juin 1775 pour gérer les questions financières du gouvernement provisoire des États-Unis, le Congrès continental. Mais, dès 1776, l'insatisfaction suscitée par ce système a conduit Robert Morris, dans un message adressé à un comité de correspondance secrète, à plaider pour le recours à des exécutifs.
Le Congrès était ouvert à d'autres méthodes d'administration des finances. À la fin de l'année 1778, après la formation de l'alliance franco-américaine, le Congrès a lancé un appel à l'écrivain financier gallois, le Dr Richard Price, pour qu'il vienne réorganiser leurs finances, ce qu'il a refusé. Au début de l'année 1779, le Congrès a demandé à ses agents européens d'étudier des méthodes d'administration pour les départements de la guerre, du trésor et de la marine, ainsi que d'autres bureaux, mais rien n'est venu de cette demande.

## Histoire

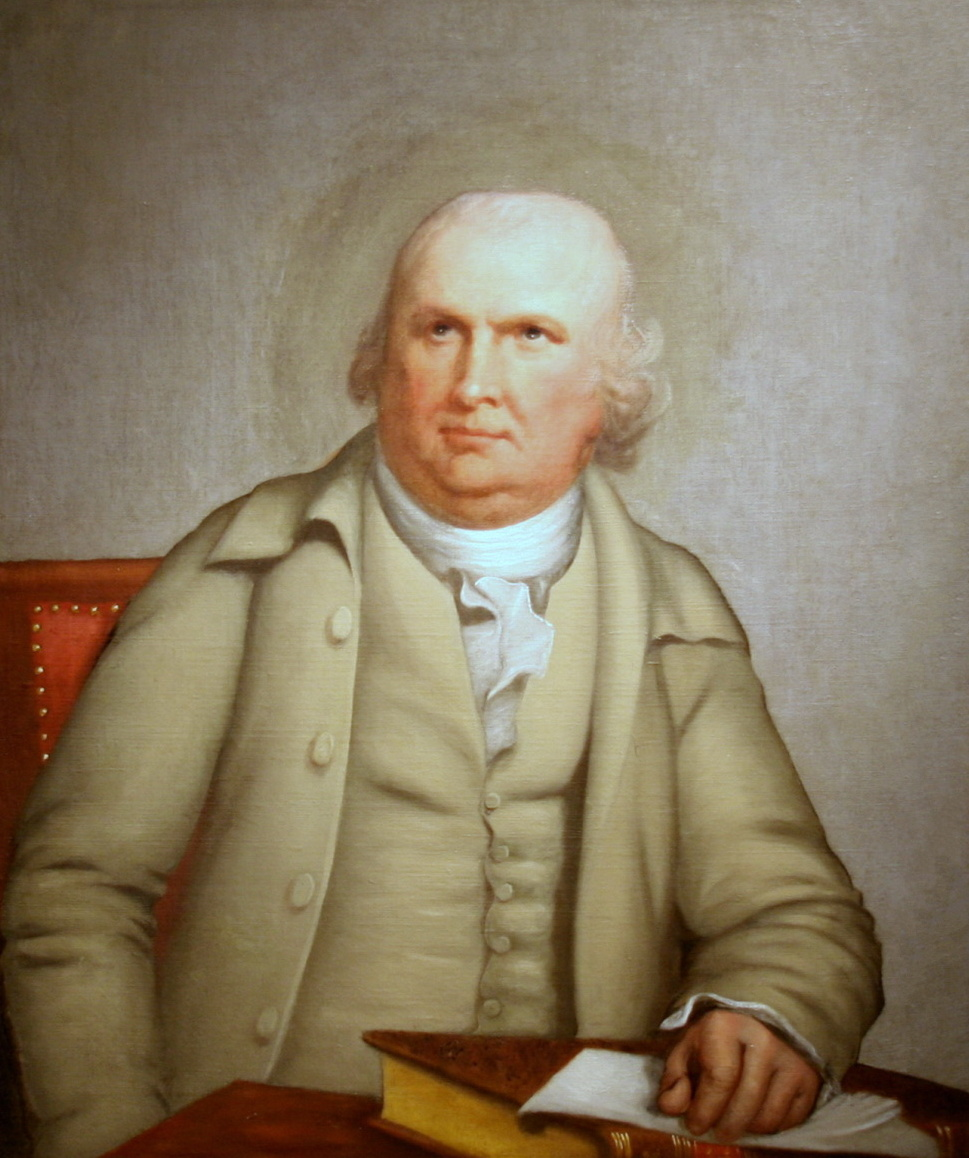
Robert Morris

Trois départements exécutifs ont été formés au début de 1781, soit les finances, les affaires étrangères et les affaires militaires, sous le régime des Articles de la Confédération. Le mercredi 7 février 1781, le Congrès de la Confédération a créé un département des finances dont le chef est appelé superintendant des finances. Robert Morris a été nommé le 20 février, a accepté le 14 mai et a prêté serment en juin. Compte tenu de l'état lamentable de l'économie, le Congrès lui accorde d'énormes pouvoirs et accède à la demande de Morris de lui permettre de poursuivre ses activités commerciales privées. Le superintendant et son assistant ont fait partie d'un cabinet informel pendant cette phase finale de la guerre.
Le bureau du secrétaire de la Marine, qui était en fait le prédécesseur du secrétaire de la Navy, a également été créé en 1781, le major général Alexander McDougall occupant initialement ce poste. Ce poste a rapidement été remplacé par celui d'agent de la marine, qui n'était pas directement pourvu, mais pris en charge volontairement par le surintendant.
Morris a réduit toutes les dépenses gouvernementales, y compris celles liées à l'armée. Il a acheté des fournitures militaires en utilisant son propre argent, parfois en empruntant à des amis ou en émettant des billets sur son crédit. Les procédures comptables sont resserrées sous sa direction. Morris fait pression sur les États pour qu'ils fournissent de l'argent et des fournitures en fonction de leurs quotas.
Le surintendant a contracté divers prêts personnels et a poussé les États à obtenir des fonds pour la campagne de Yorktown du général George Washington en 1781. Des fonds supplémentaires étaient nécessaires pour cette campagne, pour laquelle un prêt important a été obtenu de la France.
La Bank of North America a reçu sa charte en décembre 1781 par le Congrès de la Confédération et a ouvert ses portes le 7 janvier 1782, sous l'impulsion de Robert Morris. Morris a financé la banque avec le prêt français et sa propre fortune. La banque a été utilisée comme un financier de la guerre. Il s'agissait donc de la première banque centrale de facto de l'union, étant la première banque incorporée par le gouvernement des États-Unis, suivant les traces de la Banque d'Angleterre jusqu'en 1785, date à laquelle la charte de la banque au sein du Commonwealth de Pennsylvanie a été révoquée.
En 1782, Gouverneur Morris est à l'origine de l'idée d'une monnaie décimale en inventant le mot « cent » qui deviendra plus tard la norme pour la monnaie du pays.
Après que Morris a quitté la surintendance le 1er novembre 1784, le poste est remplacé par un conseil.

## Pouvoirs
Ses pouvoirs étaient analogues à ceux du secrétaire au Trésor ou du premier ministre de nombreux pays du Commonwealth britannique. Contrairement au poste de premier ministre, le poste de surintendant n'était pas occupé par une personne qui était à l'époque membre du gouvernement. En ce sens, il s'agissait plutôt du prototype du poste de président qui allait bientôt être créé.